# Тоб, Эллинор
Эллинор Гуннель Астри Элисабет Тоб (швед. Ellinor Gunnel Astri Elisabet Taube; 29 апреля 1930, Стокгольм — 30 ноября 1998, там же) — шведская художница.

## Биография и творчество
Эллинор Тоб родилась в 1930 году в Стокгольме. Её родителями были поэт и композитор Эверт Тоб и скульптор Астри Тоб. Скульпторами были также две тётушки Эллинор по отцовской линии: Карин Парров и Марта Тоб-Иварсон. Брат Эллинор, Свен Бертиль, был актёром; другой брат, Пер-Эверт, — архитектором.
В двадцатилетнем возрасте Эллинор вышла замуж за художника и скульптора Бенгта Эриксона. Их дочь, Мария Тоб, впоследствии стала куратором стокгольмского Музея современного искусства.
В 1950-х годах Эллинор Тоб обучалась живописи, в том числе в Королевской академии искусств. Основными её жанрами были пейзаж, портрет и натюрморт. Наряду с масляной живописью она также занималась графикой и создавала рисунки углём и тушью. Художница неоднократно участвовала в выставках, в том числе совместных с матерью, и получала положительные отзывы критики.
Эверт Тоб написал о своей дочери несколько баллад, в том числе «Ellinor dansar», «Brevet från Lillan» or «Pappa kom hem». По окончании Второй мировой войны Эллинор с отцом совершили путешествие в Панаму, в ходе которого Эллинор создавала многочисленные картины и зарисовки.
Эллинор Тоб умерла в 1998 году в Стокгольме.